# Desa Tegalpanjang (administrativ by i Indonesien, lat -6,49, long 107,12)
Desa Tegalpanjang är en administrativ by i Indonesien.   Den ligger i provinsen Jawa Barat, i den västra delen av landet, 40 km sydost om huvudstaden Jakarta.